# Lemasters Bluff
Das Lemasters Bluff ist ein Felsenkliff im ostantarktischen Viktorialand. Es ragt am östlichen Ausläufer der Lichen Hills auf.
Der United States Geological Survey kartierte es anhand eigener Vermessungen und Luftaufnahmen der United States Navy aus den Jahren von 1960 bis 1964. Das Advisory Committee on Antarctic Names benannte es 1969 nach Leutnant Max E. Lemasters, Lufteinsatzoffizier der US Navy auf der McMurdo-Station im Jahr 1967.